# Yavaraté
Yavaraté ist eines von drei nicht-kommunalisierten Gebieten im Departement Vaupés in Kolumbien. Es hat 1269 Einwohner. Es liegt auf 100 m über dem Meeresspiegel.

## Geografie
Es gibt zwei Bevölkerungszentren: Teresita de Piramirí und Yavaraté.